# Санта-Амалія
Санта-Амалія (ісп. Santa Amalia) — муніципалітет в Іспанії, у складі автономної спільноти Естремадура, у провінції Бадахос. Населення — 4338 осіб (2010).
Муніципалітет розташований на відстані близько 250 км на південний захід від Мадрида, 85 км на схід від Бадахоса.

## Демографія
Динаміка населення (INE ):